# Diaglena spatulata
Genre
Espèce
Synonymes
- Triprion spatulatus Günther, 1882
- Diaglena reticulata Taylor, 1942

Statut de conservation UICN

 LC  : Préoccupation mineure
Triprion sapatulatus, anciennement Diaglena spatulata, alors unique représentant du genre Diaglena, est une espèce d'amphibiens de la famille des Hylidae.

## Répartition
Cette espèce est endémique du Mexique. Elle se rencontre le long des côtes du Pacifique dans les États du Sinaloa, de Nayarit, du Jalisco, de Colima, du Michoacán, du Guerrero et d'Oaxaca,.

## Liste des sous-espèces
Selon Duellman, 1970 deux sous-espèces peuvent être reconnues :
- Diaglena spatulata reticulata Taylor, 1942
- Diaglena spatulata spatulata (Günther, 1882)

## Publications originales
- Cope, 1887 : Catalogue of batrachians and reptiles of Central America and Mexico. Bulletin of the United States National Museum, no 32, p. 1-98 (texte intégral).
- Günther, 1882 : Notice of a second Species of Triprion. Annals and Magazine of Natural History, sér. 5, vol. 10, p. 279 (texte intégral).
- Taylor, 1942 : The frog genus Diaglena with a description of a new species. University of Kansas Science Bulletin, vol. 28, p. 57–65 (texte intégral).